# Igreja dos Jesuítas (Valeta)

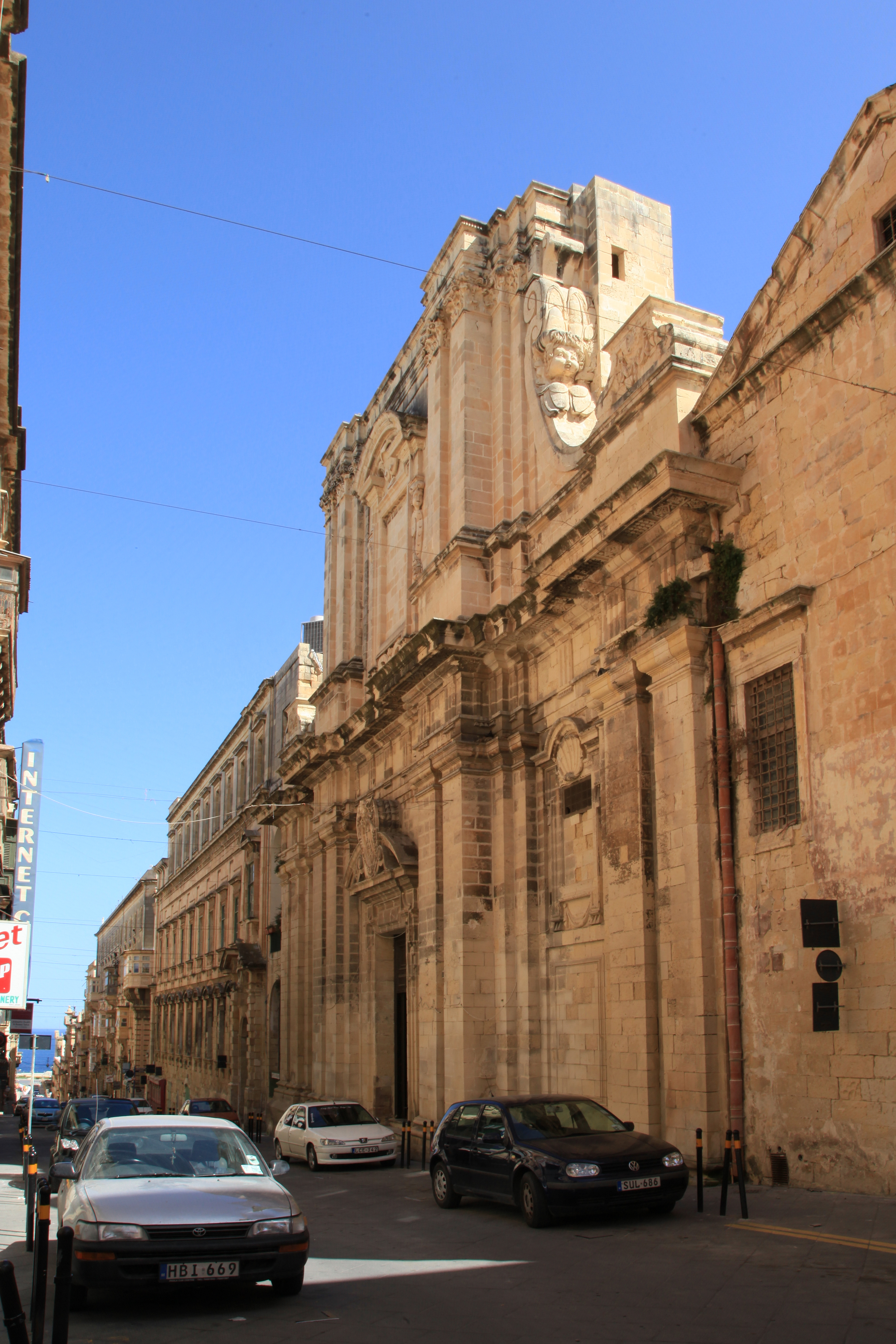
Igreja dos Jesuítas

A Igreja dos Jesuítas é uma igreja na cidade de Valeta, em Malta.